# 井戸の茶碗
井戸の茶碗（いどのちゃわん）は古典落語の演目。「人情噺」「武家噺」に分類されるが、「滑稽噺」として演じられる場合もある。講談「細川茶碗屋敷の由来」を基にしたものといわれている。
題である井戸の茶碗（井戸茶碗）とは、当時珍重された高麗茶碗の一種。

## 概要
江戸時代後期、天明以降に活躍した狂歌師、戯作者であった栗原東随舎の『思出草紙』（刊行年不明）に収載されている噺が基と考えられている。講談「細川茶碗屋敷の由来」では、千代田は広島藩浅野家の家来だったが同僚の讒言で浪人となるはめに陥り、茶碗の一件がきっかけで熊本藩主の細川家が仲介に乗り出し、その結果旧来通り仕官がかなうという筋書きになっている。また、細川侯が手に入れた井戸の茶碗は将軍徳川綱吉に献上され、その礼に屋敷を賜ったため、その屋敷を誰言うとなく「茶碗屋敷」と呼ぶようになったという続きがある。
落語の『井戸の茶碗』は別名『茶碗屋敷』とも称し、講談のはなしを人情噺化したもので、天保から幕末期にかけて活躍した初代春風亭柳枝などによって伝えられた。主な登場人物がすべて実直な善人という明るい人情噺であり、現代では高木による屑屋の顔改めのシーンやサゲなど、滑稽噺の要素も強く、客・演者の側から共に人気の高い古典落語の代表作の一つである。

## 主な登場人物
- 千代田卜斎 - 裏長屋に住む浪人。美しい娘がいる。
- 高木佐久左衛門 - 細川家家臣で江戸勤番の若い武士。
- くず屋の清兵衛 - 古物商。「正直清兵衛」と呼ばれた正直者。

## あらすじ
人から「正直清兵衛」と呼ばれるほど、正直者で知られる屑屋の清兵衛は、いつものように「屑ぃ、お払い」と屑屋の特有の掛け声で流し歩いていると、なりは粗末なだが器量のよい上品な娘に呼び止められる。裏長屋へ入っていくとそこには娘の父親がいて、仏像を引き取ってもらいたいと清兵衛に頼む。父親の千代田卜斎はもとは良い武家の出ながら、今は昼は素読の指南、夜は売卜をして、年頃の娘とふたりで貧しい暮らしをしていた。目利きに自信がない清兵衛は、安く買っても申し訳ないとして正直に断るが、むしろその正直さを千代田に気に入られ、結局200文で引き取り、それ以上の値で売れたら儲けを折半するということになる。
清兵衛が仏像を籠に入れて歩いていると、目黒白金の細川屋敷の長屋下で高窓から外を眺めていて仏像に気がついた若い武士・高木佐久左衛門に声をかけられる。高木は清兵衛を屋敷に招き入れ、仏像を手に入れた経緯を聞いた上で300文でこれを買う。ところが清兵衛が帰った後、高木が仏像を一生懸命磨いていると、台座の下の紙が破れて中から50両もの小判が出てくる。中間の良造は運が良いと喜ぶが、高木は自分は仏像を買ったのであって中の50両を買ったわけではない、だから元の持ち主に返すべきだとたしなめる。仏像を返すため、翌日から高木と良造は長屋下を通る屑屋に声をかけては顔を改める生活を始める。
やがて屑屋達の間で、高木の顔改めが話題となり、仇を捜しているなどの噂が飛び交う。そこへ清兵衛が現れ仏像の件を話すと、仲間は仏像の首が折れて縁起が悪いから、それを売った屑屋の首を打とうしているのではないかと無責任なことを言う。否定もできないため、清兵衛は次から細川屋敷を通る時は掛け声をせずに素通りするようになるが、ある日、うっかり掛け声を出してしまい、高木に気づかれる。怯えながらも高木に招かれた清兵衛は、そこで50両のことを明かされ、快く高木の頼みを引き受けて50両を千代田の家へ持っていく。
しかし、話を聞いた千代田は、気づかなかったのは自身の不徳のいたすところであるからこの金は既に自分のものではないと言って受け取らない。清兵衛は金を持ったまま高木の元へ帰るが高木も頑として受け取らない。使い走りに行ったり来たりで仕事にならずに清兵衛が困っていると、長屋の大家が仲介を買って出て、千代田と高木にそれぞれ20両、苦労した清兵衛に残りの10両でどうかと提案する。高木は承諾するも、頑固な千代田はこれも拒絶するので、大家は千代田に対し、ただ金を受け取るのが嫌なら何か20両のかたになるものを高木に渡し、商いという形にしたらどうかと再提案する。さすがに千代田も折れ、父の形見として残っていた小汚い茶碗を高木に譲ることで、騒動は一件落着する。
この話が細川家中に広まると、感心した細川侯は高木の目通りを許す。その際に茶碗も見たいと言うので高木が茶碗を持って行くと、居合わせた目利きの者がこれは「井戸の茶碗」という世に二つとない名器だと告げ、細川侯は300両でこの茶碗を買い上げる。前と同様に高木は茶碗はあくまで20両の形だから割に合わないとし、少なくとも150両は千代田に返すべきだと、再び清兵衛を呼びつける。だが、清兵衛が危惧する通り、千代田はこれを断り、そこで前みたいに何か150両の形はないかと尋ねるが、そんなものはあるわけないという。そして思案する2人は、娘を高木に嫁がせ、その支度金とすることを思いつく。
清兵衛から話を聞いた高木は、この提案を快く受ける。そこで清兵衛が、今は裏長屋で粗末ななりをしているがこちらへ連れてきて一生懸命磨けば見違えるようになるだろうと娘のことを話す。すると高木は言った。「いや、磨くのはよそう、また小判が出るといけない」

## 名演
5代目古今亭志ん生の『井戸の茶碗』が名演中の名演といわれている。元来は講釈の演目であったが、志ん生は講釈師だったこともあり、講談の口調を取り込んで楽しい一席となっている。志ん生から受け継いだ3代目古今亭志ん朝もまたテンポのよいリズムで知られる。江戸の武士の本分は武術でもなければ出世でもなく、清貧であったことを志ん朝は見事に演じている。その志ん朝から教わったといわれるのが5代目春風亭柳朝である。柳朝は、この噺について「こういうはなしは、欲を出しちゃいけないんで、あっさり演（や）ることですね」という言葉をのこしている。これまた、柳朝らしさを出しながらもテンポよく聴かせる名演である。
柳家喬太郎は登場人物が次々に替え歌をうたうオペレッタ形式の噺「歌う井戸の茶碗」を演じている。